# Jean Pierre Erman

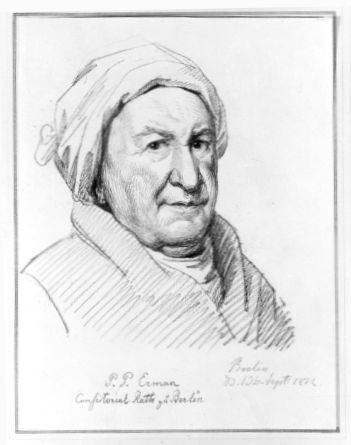
Jean Pierre Erman (1735–1814)

Jean Pierre Erman (* 1. März 1735 in Berlin; † 11. August 1814 ebenda) war ein deutscher Historiker und protestantischer Theologe.

## Leben
Erman stammte aus einer Genfer Familie, die 1720 nach Berlin übergesiedelt war. Bereits mit 17 Jahren wurde er Lehrer am Französischen Gymnasium Berlin und noch vor seinem 20. Lebensjahr Prediger der französischen Gemeinde, um deren Entwicklung er sich sehr große Verdienste erwarb. 1766 wurde er Direktor des Französischen Gymnasiums und 1783 zum Oberkonsistorialrat ernannt.
1786 wurde Erman in die Preußische Akademie der Wissenschaften aufgenommen und 1792 zum Historiographen der brandenburgischen Geschichte ernannt.
Nachdem französische Truppen nach der für Preußen verlorenen Doppelschlacht bei Jena und Auerstedt Berlin besetzten, kam es am 28. Oktober 1806 zu einer kurzen Unterredung zwischen dem siegreichen Kaiser der Franzosen Napoleon Bonaparte und dem 71-jährigen Erman, der an der Spitze einer Delegation von Berliner Geistlichen stand, im Berliner Schloss. In dieser Unterredung verteidigte Erman die Politik Preußens sowie die preußische Königin Louise gegen Napoleons Vorwürfe und erwiderte auf die Vorhaltung Napoleons, dass er doch Franzose sei und den Sieg Frankreichs eigentlich begrüßen müsste, dass er als treuer Untertan der preußischen Krone und Anhänger des reformierten Glaubens die Anwesenheit Napoleons an diesem Ort „nur mit dem größen Schmerz sehen“ könne. Napoleon soll nach der Unterredung geäußert haben: „Aujourd’hui j’ai rencontré quelqu’un, qui ma bien dit mes vérités.“ („Heute traf ich jemanden, der mir wirkliche Wahrheiten sagte.“).
Nach den Ereignissen von 1806 gab Erman wie die allermeisten Hugenotten Preußens aus Protest gegen die französische Besetzung den Gebrauch der französischen Muttersprache auf und verwendete künftig das Deutsche.

## Familie
Seine Eltern waren Jean-Pierre Erman (* 17. Mai 1710; † 5. Mai 1762) und dessen Ehefrau Susanne Mercier (* 1706; † 5. Januar 1745). Er hatte keine Brüder, aber eine Schwester Marie Charlotte (1739–1802), die mit dem Kaufmann Charles Lecoq (1736–1814) verheiratet war. Letzterer wurde 1749 der erste Direktor der Berliner Zuckersiederei von David Splitgerber.
Am 22. September 1759 heiratete Jean Pierre Erman Louise Lecoq (* 12. Oktober 1738; † 11. November 1791), eine Tochter des einflussreichen Tabakhändlers Paul Lecoq (* 9. Januar 1703; † 9. April 1769) und dessen Ehefrau Anna Jordan (* 19. November 1711; † 9. Januar 1739). Sein Sohn Paul Erman war ein bekannter Physiker in Berlin. Ein anderer Sohn wurde 1783 Pastor der französisch-reformierten Gemeinde in Potsdam; er beging 1805 Selbstmord.

## Werke
- Mémoires pour servir à l’histoire des réfugiés. 9 Bände. Berlin (1782–1799) mit Pierre Christian Frédéric Reclam
  - Band 1; books.google.de
  - Band 2; urn:nbn:de:bvb:12-bsb00074439-8
  - Band 3; urn:nbn:de:bvb:12-bsb00074440-0
  - Band 4; archive.org.
  - Band 5; urn:nbn:de:bvb:12-bsb00074442-1
  - Band 6; books.google.de
  - Band 7; urn:nbn:de:bvb:12-bsb00074444-2
  - Band 8; books.google.de
  - Band 9; archive.org.
- Mémoire historique sur la fondation du Collège Royal François de Berlin; à l’occasion du jubilé célébré le 1. Dez. 1789 / rédigé par Erman. Starcke, Berlin 1789
- Sermons sur divers textes de l’ecriture sainte, par M. Erman, ministre du S. Evangile et Pasteur de l’Église réformée françoise de Potsdam. S. Fauche, Neuchatel / Hamburg 1791.
- Mémoire historique sur la fondation des colonies françoises dans les États du Roi: publié à l’occasion du jubilé qui sera célébré le 29. octobre MDCCLXXXV. archive.org.
- Mémoire historique sur la fondation de l’Église françoise de Berlin. archive.org.
- Mémoire historique sur la fondation de l’Église françoise de Potsdam. archive.org.
- Eloge Historique De Sophie Charlotte Reine De Prusse: Second Mémoire. Lu dans l’Assemblée publique de l’Académie Royale des Sciences & Belles Lettres du 3. Février 1791. archive.org.
- Mémoires pour servir à l’histoire de Sophie Charlotte, reine de Prusse. Starcke, Berlin 1801.